# 風速計
風速計（ふうそくけい）は、風速を測る装置である。
測候所や飛行場、塔、山頂などに設置される。

## 概要

### 風向
気象要素としての風は、気温、気圧等のようなスカラー量ではなく、風向を伴ったベクトルとして把握されなければならない。このため、実際の観測環境における風速計は、風向を観測する手段を併設あるいは内蔵することが多い。

### 距離定数
風速計は、風速の変化に対する応答性が良好でなければならない。これは、距離定数を以て評価される。距離定数は、風速が0からV（m/sec）に急変した場合に、風速計の指示が0から0.63Vになるまでに要する時間をS（sec）としたときのSV（m）の値であり、小さいほど性能が良いことになる。

### 日本
日本では、気象業務法及びその下位法令により、公共的な気象観測には、検定（気象測器検定）に合格した「風杯型風速計」「風車型風速計」「超音波式風速計」を用いることとされている。

## 風杯型風速計

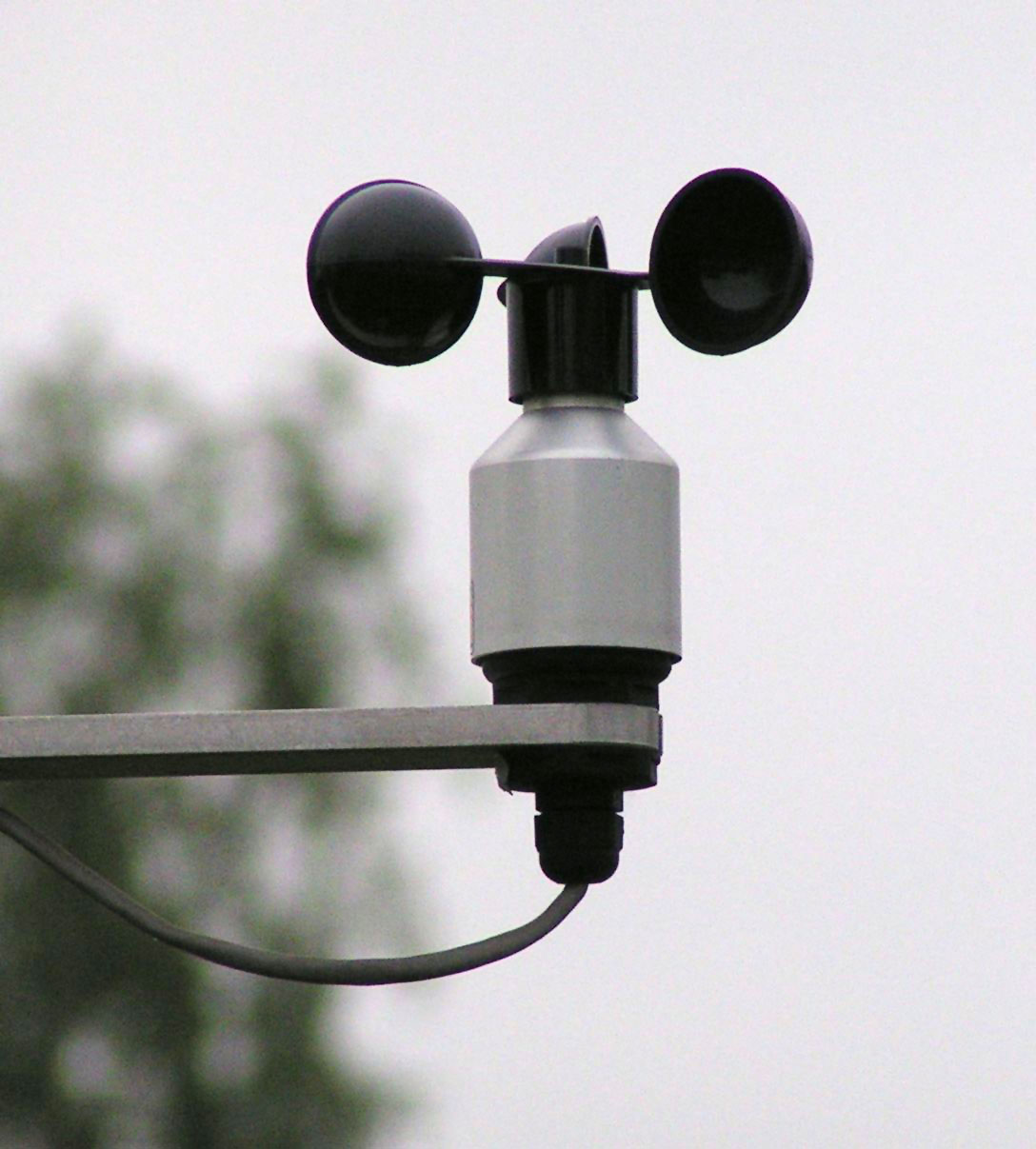
風杯型風速計

垂直な回転軸の周りに3ないし4個の半球殻又は円錐殻の風杯と呼ばれる羽を有する垂直軸風車型の感部を有するものである。風杯に風が当たると、凸面よりも凹面の方が空気抵抗が大きいために、凹面が押される方向に軸が回転する。この回転を歯車式の機構や発電機、フォトインタラプタを用いたカウンタなどで検出し、数値や電気信号に変換して表示・出力することによって測定値を得る。特に機械式の機構によって回転数を積算し、風程（測定時間内における空気の移動距離）を表示する方式のものを発明者のロビンソン（イギリス人）にちなんでロビンソン風速計と称していた。
回転の有無及び回転数が風向に依存しないため、風の変化に対する応答性が高いのが長所だが、風向の観測には別に「風向計」を設置する必要がある。古くは風杯を4つ持つもの（四杯式）が主力であり、かつては気象庁のシンボルマークに図案化されていたほどだが、検出機構が機械式から駆動負荷の軽い電気式のものに移行するにつれて、軸周りの慣性モーメントが少なく応答性のよい三杯型に取って代わられている。
比較的小型に製作できることから、移動観測用に手持ち式にしたものや、工事現場等の環境測定に便利な三脚付きのものも製品化されている。
気象観測用として許容される性能は、距離定数が12m（風杯の直径が5cm以下のとき13m）以下、器差が風速10m/s以下において0.5m/s（風車の直径が15cm以下のとき1m/s）・風速10m/s超において風速の5％（同10％）とされている。

## 風車型風速計

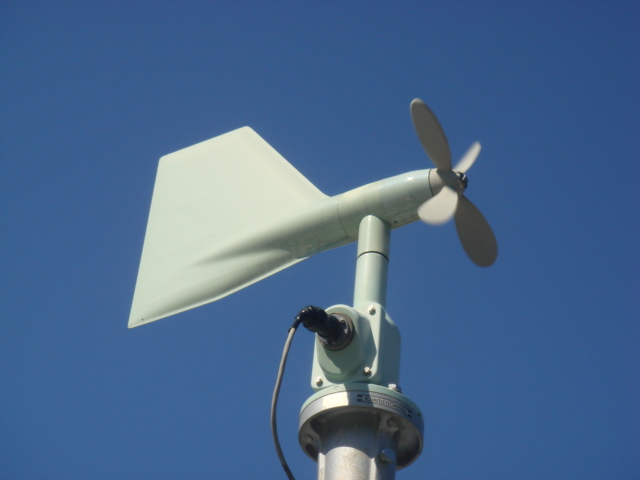
風車式風向風速計

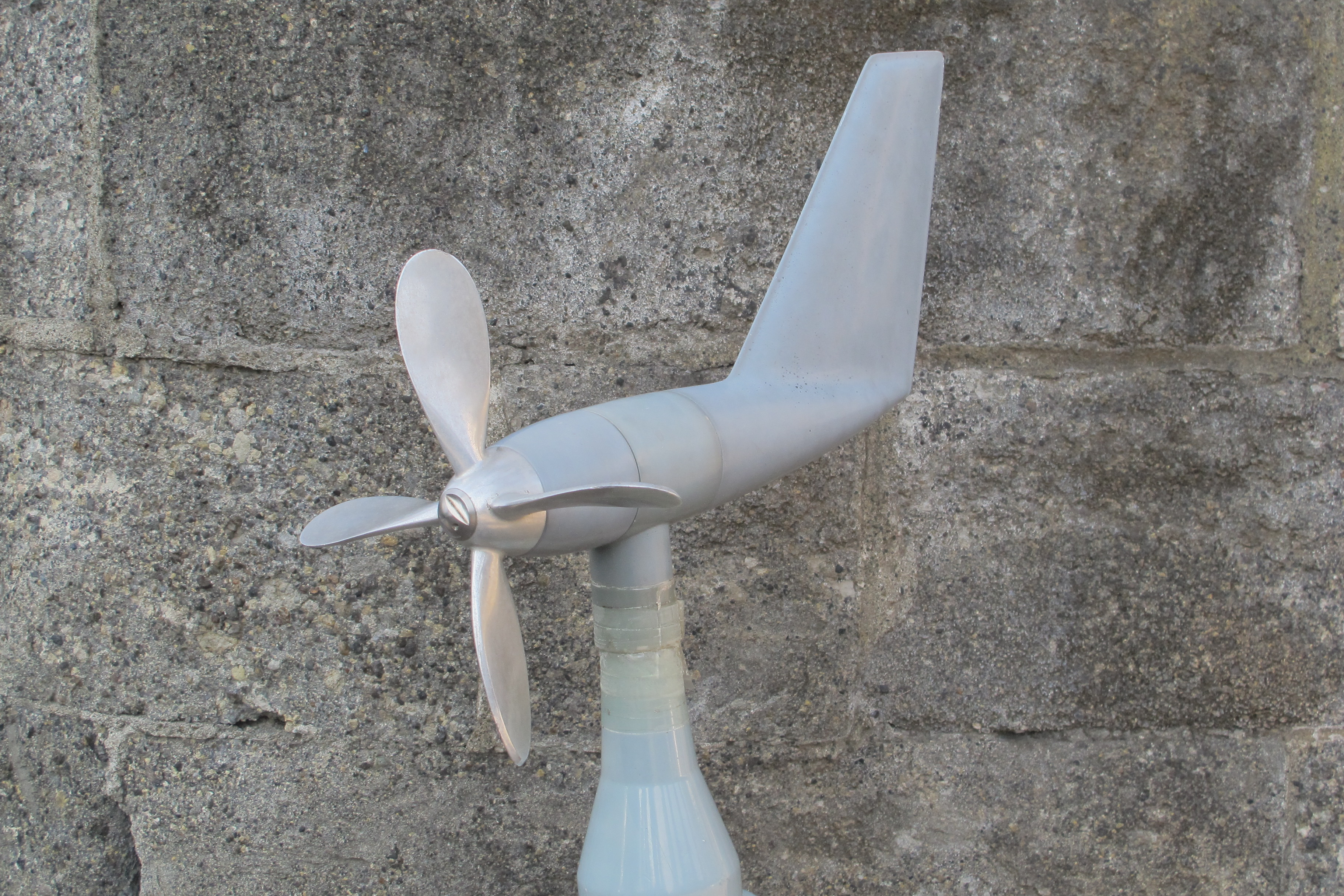
風車式風向風速計(横浜地方気象台設置)

小直径のプロペラ形の羽を持つ水平軸風車型の感部を有するものである。気象観測用としては、前端に風車、後端に風見安定用の尾翼を有する流線型の胴体からなる本体が台座を介して水平方向に回転することで風車を常に風上に向け、かつ風向を同時に観測できる風向風速計の形態をとるものがほとんどである。風車の回転数の検出は発電機又は光電式の機構によるが、回転部の慣性モーメントの低さによる応答性のよさ、経時劣化の少なさ、デジタル出力への適応性から、光電式が好まれている。また、羽の材質にはアルミ合金やポリカーボネイトといった軽量・高強度のものが用いられる。
日本では、第二次世界大戦後にGHQによって航空機の研究が禁止された際、佐貫亦男らプロペラ・翼関係技術の専門家が昭和24年に光進電気工業株式会社との共同開発で風速計の開発に転じたことから独特の発達を遂げ、気象観測に用いられる風速計に風車型風速計の占める割合が世界で最も高い国のひとつとなっている。
気象観測用として許容される性能は、距離定数が8m（風車の直径が15cm以下のとき9m）以下、器差が風速10m/s以下において0.5m/s（風車の直径が15cm以下のとき1m/s）・風速10m/s超において風速の5％（同10％）、及び風向風速計においては風速10m/sのとき90°の風向変化に対して5秒以内に追随することとされている。

## 超音波式風速計
音速をVs、風速をVwとしたとき、音波は風上から風下にはVs+Vw、風下から風上にはVs-Vwの速さで伝播する。このことを利用して、向かい合わせに配した発信部と受信部との間で超音波の伝播時間を測定することにより風速を測ることができる。

測定区間が直交する2組の発信部・受信部を用いて（例えば東西・南北の）成分ごとの測定を行うことにより、風を風向を含むベクトルとして観測することができる（鼓状に配した3組を用いて立体的な観測を行う製品もある）。また、実際の製品では、測定区間の両端に受信部と発信部とを一体化したものを配置して往復両方の時間を測定することによって気温・気圧の変化による音速の変化を相殺し、観測誤差を抑えている。
外部雑音による誤差を生じやすく、風向・風速の確定には電算機処理が必要な一方、原理上、距離定数が存在せず、環境中に機械的作動部分を露出しないことから耐候性に優れ、また、防氷装置の実装も楽なことから、頻繁な点検を行いにくい僻地に設置されることが多い。
気象観測用として許容される器差は、風速6m/s以下において0.3m/s・風速6m/s超において風速の5％とされている。

### 三次元超音波風向風速計

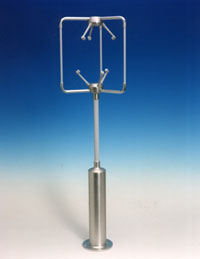
三次元超音波風向風速計

三次元超音波風向風速計は超音波の送受信機2組を120度の間隔で3方向から斜めに備える。斜めになった3組のセンサーから得られる伝播時間の差を演算することで、水平方向だけでなく上下方向の風速まで測定することが可能である。媒体である空気は気温によって超音波の伝播速度が変わるので、送信と受信を双方向から交互に行い、気温による差異を除外するように考慮されている。

## その他の風速計
風の動圧を利用するものとしては、ピトー管を感部とするものがある。これは航空機の速度計と同じ原理によるもので、古くは静圧と総圧との差を液槽内の水位の変化として検出し、ここに浮かべた浮子の上下動で記録ペンを駆動して、ゼンマイなどの動力で回転するドラムに巻かれた記録紙に風速の時系列を自動的に記録する、自記式のダインス式風速計と呼ばれるものが気象観測に用いられていたことがある。しかし、ピトー管は機構が繊細で、野外ではゴミ詰まりによる故障を生じやすいことから、現在では風洞の運転管理や、他の風速計の検定・校正に用いられることが多い。
熱線式風速計は、電熱線を環境中に露出させて通電し、その発熱と風による冷却とが平衡したときの温度から風速を求めるものである。風向に依存しない精密な測定が可能ではあるが、長時間の連続測定に耐えられず、また大気中の塵の衝突で簡単にセンサー部が破損することから、近年は主に屋内用として用いられ、気象観測に使用されることはほとんどない。
さらに簡易なものとしては、長方形のベーンの上辺に軸を設けておき、これが風圧によって傾く角度から風速を求める方式のものが、理科の教材等として用いられることがある。
また、風速を数値として求めるものではないが、吹流しの流される方向及び傾きから風向とおおよその風速を測ることも、漁船や航空機の運航、スポーツ競技会の運営といった場面ではよく行われている。
このほか、風を観測する方法としては、風景を風力階級表に照らして観察する、気球（ラジオゾンデ等）が風に流される動きを追跡する、ドップラー・レーダーを用いて降水粒子等の動きを把握する、ウインドプロファイラを用いるなどといったものがある。

## 風向計

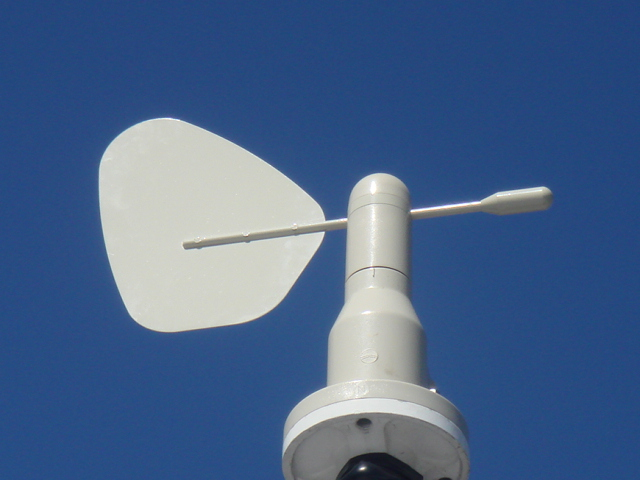
矢羽根式風向計

風向の観測は目視や測風気球、ラジオゾンデ等によっても行うことができるが、地上気象観測では風見鶏と同じ原理を用いる矢羽根式の風向計が用いられることが多い。
風車型風速計と一体化しているものや風杯型風速計に併設されるものでは、風向が電気信号として出力されるようになっている。

## 風速計の歴史
気象観測に用いられる風力計、風速計には、圧力風力計（風による圧力が何らかの表示器に観察可能な変位を引き起こすもの）と回転式風速計（風によって水平軸もしくは垂直軸を回転させ、その回転速度を測るか回転数を数えるもの）がある。それぞれは独立に発達していった。
圧力風力計は、レオン・バッティスタ・アルベルティ（Leon Battista Alberti）が、1450年頃に初めて風圧を板の傾きで測る風力計（swinging-plate anemometer）を考案した。1667年にロバート・フック（Robert Fooke）が風力計を作った。彼が作った風力計は、長方形の板に風があたってその強さに応じて板が吹き上げられ、その吹き上げられた角度で風の強さを知るものだった。18世紀中頃には、物理学者ピエール・ブーゲ（Pierre Bouguer）が、バネの伸び縮みで風圧を測定する可搬型の風力計を作った。
圧力管を使った実用的な風力計は、1775年にイギリスの医師のジェームズ・リンド（James Lind）が作った。これはU字管のそれぞれの口の圧力差で風圧を測定するものだった。この型の風圧計は、1889年にイギリスの気象学者ウィリアム・ダインス（William Dines）が実用的で精巧な風圧計（ダインス風速計）に改良した。
回転式風速計は、その発達の際に自然と風車が参考にされた。ロバート・フックは自記気象観測装置用に、風車のように羽が風に対して垂直に回転する風車型の風速計を開発したが、実際には製作されなかった。この型の風速計は風向計としても使えるため、近代になって発達した。日本では1961年からこのプロペラ型風向風速計（エーロベン）が導入されている 。
水平に回転させる方式の風速計は、1673年ごろにフランスの時計職人だったルネ・グリエ（Rene Grillet）が開発した。彼の風速計は水平十字の各横木に4枚の薄板を蝶番でつないだものだった。1846年にアイルランドの天文学者トーマス・ロビンソン（Thomas Robinson）は、4杯式の風杯型風速計（ロビンソン風速計）を考案した。これは比較的回転が遅いため記録のための機構が簡便で済み、また風車型のように風向に合わせる必要もないため広く普及した。ところが、19世紀後半からカップの回転が風速と合わないという疑念が指摘され始めた。1926年にカナダ気象局の気象学者パターソン（John Patterson）が風洞実験から3つのカップを持った3杯式の優位性を提唱して、以後3杯式風杯型風速計が広まった。